# Classun
Classun ist eine französische Gemeinde mit 246 Einwohnern (Stand 1. Januar 2022) im Département Landes in der Region Nouvelle-Aquitaine (vor 2016: Aquitanien). Sie gehört zum Arrondissement Mont-de-Marsan und zum Kanton Adour Armagnac.
Der Name in der gascognischen Sprache lautet ebenfalls Classun. Seine Herkunft ist unklar.
Die Einwohner werden Classunois und Classunoises genannt.

## Geographie
Die Gemeinde Classun liegt circa 25 Kilometer südöstlich von Mont-de-Marsan in der Gascogne am südöstlichen Rand des Départements Landes.
Umgeben wird Classun von den Nachbargemeinden:
|        | Larrivière-Saint-Savin                      | Renung        |
| Buanes | Kompassrose, die auf Nachbargemeinden zeigt | Duhort-Bachen |
|        | Eugénie-les-Bains                           |               |

Classun liegt im Einzugsgebiet des Flusses Adour.
Der Bahus, der Ruisseau du Bayle, hier auch Ruisseau de la Grave genannt, und der Ruisseau de Mahourat, hier auch Ruisseau du Bois des Pins genannt, sind Nebenflüsse des Adour und fließen durch das Gebiet der Gemeinde.

## Geschichte
Funde von mehreren Megalithen auf dem Gebiet der Gemeinde belegen, dass es seit der Urgeschichte bevölkert ist. Classun entwickelte sich rund um eine Burg, die im 13. Jahrhundert errichtet wurde, und von der heute nur eine Ruine geblieben ist. Die Burg war Eigentum der Familie Lucmau, deren renommiertes Mitglied Jean Lucmau de Classun (1568–1653) war, der zu seiner Zeit ein bekannter Kartograf war. Obwohl er Protestant war, hat er eine der ältesten bekannten Karten des Bistums Aire entworfen. Sie wurden 1635 vom Buchmaler Jean Boisseau in Paris veröffentlicht. Bis 1789 besaß Classun ein eigenes Gericht. Während der Französischen Revolution diente die Burg als Zufluchtsort für Pfarrer der Region.

### Einwohnerentwicklung
Nach einem Höchststand der Einwohnerzahl von 475 in der Mitte des 19. Jahrhunderts reduzierte sich die Zahl bei mehreren kurzen Erholungsphasen bis zu den 1980er Jahren auf rund 155 Einwohner, bevor eine zeitweise kräftige Wachstumsperiode begann, die heute noch anhält.
| Jahr      | 1962 | 1968 | 1975 | 1982 | 1990 | 1999 | 2010 | 2021 |
| --------- | ---- | ---- | ---- | ---- | ---- | ---- | ---- | ---- |
| Einwohner | 212  | 189  | 175  | 156  | 156  | 180  | 264  | 248  |

## Sehenswürdigkeiten

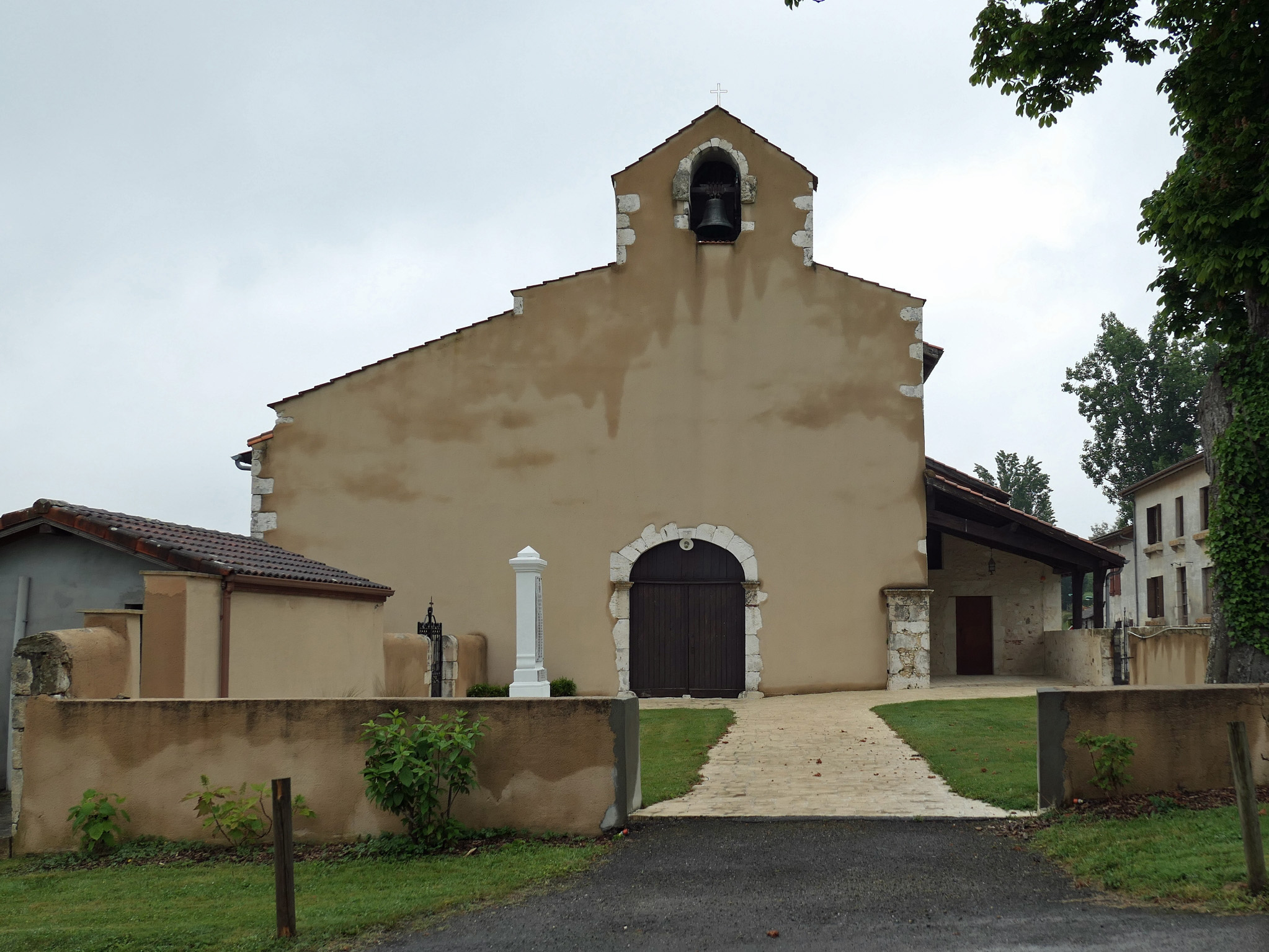
Kirche Saint-Orens

- Pfarrkirche Saint-Orens, gewidmet Orientius, Bischof von Augusta Ausciorum (Auch) im 5. Jahrhundert. Die westliche Fassade wird  von einem rundbogenförmigen Eingangsportal unterbrochen und läuft nach oben in einen dreieckigen Glockengiebel mit einer rundbogenförmigen Aussparung für die Glocke über. Das Hauptschiff des Langhauses wird nördlich von einem Seitenschiff gleicher Länge flankiert, südlich von einem kürzeren Seitenschiff, an das sich westlich eine offene Vorhalle mit einem Pultdach anschließt. Die Fenster des Langhauses sind rundbogenförmig. An der halbrunden Apsis schließt sich südlich die Sakristei an.[7]
- Wasserturm

## Wirtschaft und Infrastruktur
Landwirtschaft und Tourismus sind die wichtigsten Wirtschaftsfaktoren der Gemeinde.
Classun liegt in der Zone AOC des Weinbaugebiets Tursan.

### Verkehr
Classun wird durchquert von den Routes départementales 11 und 25.